# TPZ Lingen
Das Theaterpädagogische Zentrum der Emsländischen Landschaft e.V. – Kurzform: TPZ Lingen – ist eine gemeinnützige Einrichtung der Emsländischen Landschaft. Es dient der angewandten ästhetischen Bildung und bezeichnet sich als Fachakademie für Theater, Spiel, Tanz, Zirkus und Medien. Sein Hauptstandort ist Lingen (Ems). Das TPZ Lingen besteht seit 1980 und ist das älteste und größte Theaterpädagogische Zentrum in Deutschland.

## Geschichte
1979 wurde der Verein „Emsländische Landschaft e. V.“ für die Landkreise Emsland und Grafschaft Bentheim gegründet und mit dem Auftrag versehen, die kulturelle Identität und Vielfalt in der ländlichen Region infrastrukturell zu fördern.
Als Gegenpol zu den Einrichtungen der Kulturmetropolen des östlichen Niedersachsens (Hannover, Braunschweig, Hildesheim) entwickelte sich mit dem TPZ seit 1980 mit Mitteln des Landes Niedersachsen „zur Förderung der kulturellen Infrastruktur im ländlichen Raum“ ein zunächst auf drei Jahre befristeter Modellversuch kultureller Bildung.
Die Stadt Lingen erkannte den Wert dieser neuen Einrichtung schnell und stellte – neben den Räumlichkeiten – eine zusätzliche jährliche finanzielle Förderung in Aussicht.
Nach Beendigung des Modellversuchs bekam die Einrichtung den Namen „Theaterpädagogisches Zentrum“. Seitdem wuchs es kontinuierlich. 1985 bekam es von der Stadt neue Räume in einem zentral gelegenen historischen Gebäude, dem Professorenhaus.
Dieses neue kulturelle Zentrum Lingens beherbergte zehn Jahre lang neben dem TPZ auch die Kunstschule des Kunstvereins Lingen, bis diese ein eigenes Gebäude in der unmittelbaren Nachbarschaft bezog.
1994 wurde das TPZ mit dem hoch dotierten Ygdrasil-Preis der Firma Lego ausgezeichnet; das Preisgeld ermöglichte damals die Einrichtung des Theatermuseums im Professorenhaus. Der Gründer und langjährige Leiter des TPZ, Norbert Radermacher, wurde im Sommer 2006 in den Ruhestand verabschiedet. Anschließend leitete Tom Kraus, Diplom-Theaterpädagoge und Regisseur, bis zum Dezember 2013 das Haus. Seit Mai 2014 wurde das TPZ Lingen vom Theaterpädagogen Harald Volker Sommer geführt. Nach dem Weggang Sommers übernahm im Mai 2018 der Theaterpädagoge Nils Hanraets die Leitung.
In den Jahren 2008 und 2009 wurde das Professorenhaus zu einem „Erlebnishaus für alle Sinne und Generationen“ umgebaut. Im Mittelpunkt soll seit der Wiedereröffnung im August 2009 das spielerische Entdecken und sinnliche Erforschen von Raum, Wahrnehmung, Bewegung und Selbst stehen.

## Angebot
Das TPZ Lingen bietet fortlaufende Werkstätten und Wochenend-Workshops in den Bereichen Theater, Tanz, Zirkus und Spiel an.
Ein weiterer Schwerpunkt ist die berufsbegleitende Fortbildung in Theaterpädagogik, Tanzpädagogik, Zirkuspädagogik und Spielpädagogik für Multiplikatoren ästhetischer Bildung.
Der Kostümfundus des TPZ Lingen mit seinen über 10.000 Kostümen ist der größte Kostümverleih für das Amateurtheater in Norddeutschland. Zum Serviceangebot gehören darüber hinaus eine Theaterschneiderei, ein Tonstudio, ein Technikverleih, ein Zirkusmobil, eine Rollende Spielkiste, ein Veranstaltungsservice und eine Künstlervermittlung.

## Veranstaltungen
Das TPZ Lingen ist (Mit-)Initiator und Organisator folgender internationaler Festivals:
- Welt-Kindertheater-Fest
- Figurentheaterfestival „Internationales Fest der Puppen“

Das TPZ Lingen veranstaltet gemeinsam mit der Stadt Lingen (Ems) die monatliche Kleinkunstreihe „studioprogramm“ und wöchentlich von Oktober bis März die Kindertheater-Reihe „Kiki und Pupps“.

## Einzugsgebiet
Das Einzugsgebiet des TPZ umfasst die Fläche der beiden Landkreise Emsland und Grafschaft Bentheim. Darüber hinaus nimmt das TPZ auch kulturelle Landesaufgaben wahr und führt punktuell Projekte in ganz Niedersachsen und im Grenzgebiet von Nordrhein-Westfalen durch.

## Infrastruktur
Haupthaus ist das historische Professorenhaus am Universitätsplatz in Lingen (Ems). In diesem Fachwerkbau von 1684/1685 stehen ein Saal für 130 Zuschauer und drei Übungsräume zur Verfügung. Neben der Verwaltung befinden sich noch das Lingener Marionettentheater, die Geschäftsstelle des Europäischen Theaterhauses / European Theatre House und ein Café in diesem Gebäude.
Die Werkstattbühne – 3 km vom Haupthaus entfernt – umfasst einen weiteren Theaterraum für 100 Zuschauer, eine Werkstatt sowie einen Material- und Requisitenfundus. Die Bühne des Theaterraumes (8 × 10 m) wird im Alltagsbetrieb als Proben- und Übungsraum genutzt. Auf dem Grundstück und in der Garage werden außerdem die Fahrzeuge des TPZ abgestellt, u. a. zwei Theaterwagen, die Rollende Spielkiste (ein umgebauter Bauwagen) und das Zirkusmobil (ein geschlossener PKW-Anhänger).
Auch in Nordhorn hat das TPZ Lingen ein Büro. Es fördert die Kooperation mit Organisationen, Institutionen und Vereinen im Landkreis Grafschaft Bentheim und führt gemeinsame Projekte mit diesen durch.